# Detlef Limbach
Detlef Limbach (* 11. Dezember 1953) ist ein ehemaliger deutscher Fußballspieler. Mit der BSG Chemie Leipzig spielte er in den 1970er Jahren in der DDR-Oberliga, der höchsten Spielklasse im DDR-Fußball.

## Sportliche Laufbahn
Als Elfjähriger wurde Detlef Limbach 1964 in die Schülermannschaft der Betriebssportgemeinschaft (BSG) Chemie Leipzig aufgenommen. Seine ersten Spiele im Männerbereich bestritt er mit der 2. Mannschaft der BSG Chemie, mit der er zunächst bis 1975 in der drittklassigen Bezirksliga spielte. Nachdem er auch in der Hinrunde der Saison 1975/76 regelmäßig in der 2. Mannschaft eingesetzt worden war, rückte er mit Beginn der Rückrunde für den zum Wehrdienst eingezogenen Manfred Graul in die Oberligamannschaft von Chemie Leipzig auf. Hauptsächlich im Mittelfeld aufgeboten, bestritt Limbach bis zum Saisonende alle 13 Oberligaspiele. Anschließend stieg die Oberligamannschaft ab, und in den folgenden beiden Liga-Spielzeiten kam Limbach als Ersatzspieler nur jeweils in neun Punktspielen zum Einsatz. In beiden Spielzeiten wurde Chemie Leipzig Staffelsieger und nahm – ohne Erfolg – an den Aufstiegsspielen teil. Während Limbach in der Aufstiegsrunde 1977 nicht aufgeboten wurde, absolvierte er 1978 sieben der acht Begegnungen. Zur Saison 1978/79 bekam Chemie mit Dieter Sommer einen neuen Trainer, der Limbach von Anfang an das Vertrauen schenkte. Bei den 22 Ligaspielen fehlte Limbach nur einmal und erzielte, stets im Mittelfeld eingesetzt, sechs Tore. Zum dritten Mal nahm seine Mannschaft die Aufstiegsrunde in Angriff und erreichte diesmal den Aufstieg in die Oberliga. Limbach war in allen acht Spielen dabei und war mit zwei Treffern erfolgreich. In seiner zweiten Oberligasaison 1979/80 verletzte er sich schon im ersten Punktspiel und musste acht Spieltage pausieren. Danach erreichte er nicht mehr seine alte Leistungsstärke und kam bis zum Saisonende nur noch in weiteren sieben Oberligaspielen meist als Einwechselspieler zum Einsatz.
Zur Saison 1980/81 wechselte Limbach zum DDR-Ligisten BSG Stahl Nordwest Leipzig. Dort konnte er sich wieder als Stammspieler etablieren, während zwei Ligaspielzeiten verpasste er nur vier Punktspiele. 1982 musste die BSG Stahl in die Bezirksliga absteigen, in der Limbach der Mannschaft binnen eines Jahres zum Wiederaufstieg verhalf. Er wechselte jedoch mit Beginn der Saison 1983/84 zum DDR-Ligisten BSG Fortschritt Weißenfels. Auch dort gehörte er zum Stammpersonal, bestritt 20 der 22 Ligaspiele und erreichte mit acht Treffern seine erfolgreichste Saison als Torschütze. Fortschritt Weißenfels verpasste aber den Klassenerhalt, sodass Limbach seine Laufbahn in der Bezirksliga fortsetzen musste. In den höherklassigen Fußball kehrte er nicht mehr zurück. Ihm blieb eine Bilanz von 21 Oberligaspielen ohne Torerfolg und 99 DDR-Liga-Spielen, in denen er 16 Tore erzielen konnte.